# Дивостин
Дивостин је насељено место града Крагујевца у Шумадијском округу. Према попису из 2022. има 351 становника (према попису из 2011. било је 422 становника). У насељу се налази Манастир Дивостин, то је женски манастир Српске православне цркве и припада Епархији Шумадијској. Насеље је основано 1809. године. Под њивама се налази 291,36 ha, воћњацима 25,06 ha, виноградима 1,74 ha, ливадама 25,23 ha, пашњацима 16,07 ha док остало земљиште заузима 3,95 ha.
Овде се налази Праисторијско насеље у селу Дивостин и манастир Дивостин.

## Географија
Територија села Дивостин налази се у централном делу Србије. Смештена је у источном пределу Шумадије у западном делу територије града Крагујевца.
Дивостин се на северу граничи са Шљивовцем, на истоку са Поскурицама и крагујевачким насељем Аеродром, на југу са крагујевачким насељем Станово и на западу са Драчом.
Налази се на 229 метара надморске висине, око 7 km западно од Крагујевца и око 120 km јужно од Београда.
Дивостин спада у она лепеничка села која су најбогатија изворима. Има их девет, од којих су три – Первановац, Чесма и Шуковачки Извор у Горњем и шест у Доњем Крају од којих се нарочито истичу Кобиљача и Светиња или Дивостинска Чесма. Светиња је код цркве, лепо озидана од камена, тече на једну лулу и спада и најјаче и најбоље у целом подручју Лепенице. Стрељачко удружење је подигло ову дивну чесму са попрсјем краља Милана. Народ у околини врује у лековитост ове воде од разних болести. Из ових разлога у нарочите дане овде долази силан свет из ближе и даље околине, да пије и да се умије водом са овог „светог“ извора. И поред обиља у живој води, сељани копају бунаре, да би имали воду у својој близини. До сада их има три и сви су у Доњем Крају.
Дивостинска Река не наноси селу честе штете, јер плави на сваких десетак година када потапа најнижа поља сеоска. Опаснији је поток Первановац, који се чешће разлива и потопи сва поља идући Крагујевцу.

## Историја
Село је названо по истоименом манастиру, на чијем је земљишту подигнут. Дивостин је основан 1809. године, када се Карађорђе враћао из Сјенице и Новог Пазара и Шумадију. Основала су га пет рода: Радетићи, Шуковићи, Вујадиновићи, Нектаријевићи и Тодоровићи. Убрзо, Дивостин је почео да расте сталним досељавањм. После 1815. године овамо је досељено 12 родова. Досељеници су дошли из следећик крајева: Стара Србија му је дала 8 родова, Лепеница – 4, Нишава – 2, Гружа,Македноја и Ибар по један род.
Село се помиње на Руској карти 1831. године као Дивостине, затим на Миленковићевој карти из 1850. године као Дивостинљ и на крају, на Кипертовој карти као Diwostin.

## Порекло породица
- Досељени у периоду од 1804. до 1814. године:
- Вујадиновићи, Сјеница, Св. Ћирило и Методије.
- Нектаријевићи, Вапа код Сјенице, Јелисијевдан.
- Радотићи (Стевановићи), Крива Река код Прибоја, Никољдан.
- Тодоровићи, Нова Варош, Ђурђевдан.
- Шуковићи, Сјеница, Лучиндан.

Досељени у периоду од 1815. до 1903. године:
- Бојовићи, Сјеница, Стевањдан.
- Јаковљевићи (Гајовићи – Гајићи и Гајичићи), Полумир – засеок Одмење (Ибар), Срђевдан.
- Јанковићи, Пирот, Никољдан.
- Максимовићи, непознато (Доње Јарушице), Никољдсан.
- Миленковићи, Дубрава (Гружа), Никољдан.
- Јевтовићи, непознато (Рамаћа), Св. Врачи.
- Проковићи, Сјеница, Ђурђевдан.
- Николићи, Тимок, Јовањдан.
- Златковићи, Велес (Македонија), Никољдан.
- Илићи, непознато (Церовац), Аранђеловдан.
- Петровићи, непознато (Драгобраћа), Томиндан.

## Манастир Дивостин
У атару села налази се Манастир Дивостин, женски манастир Српске православне цркве, припада Епархији Шумадијској. Благовештенски храм Манастира Дивостин је подигнут 1974. године, и то на месту где су се у прошлости већ налазиле манастирске цркве. Од свога оснивања био је женски манастир, због чега је и назван Дивостин (дијевин стан).
- Споменик испред Дома културе
- Спомен чесма
- Црква манастира Дивостин

## Демографија
У насељу Дивостин живи 327 пунолетних становника, а просечна старост становништва износи 43,9 година (44,0 код мушкараца и 43,8 код жена). У насељу има 121 домаћинство, а просечан број чланова по домаћинству је 3,16.
Ово насеље је великим делом насељено Србима (према попису из 2002. године), а у последња три пописа, примећен је пад у броју становника.
|             | \| Демографија[4] \| Демографија[4] \| Демографија[4] \| \| Година \| Становника \| Становника \| \| -------------- \| -------------- \| -------------- \| \| 1948. \| 475 \| \| \| 1953. \| 431 \| \| \| 1961. \| 399 \| \| \| 1971. \| 365 \| \| \| 1981. \| 511 \| \| \| 1991. \| 423 \| 423 \| \| 2002. \| 399 \| 399 \| \| 2011. \| 422 \| \| \| 2022. \| 351 \| \| |            |
| Демографија | |            |
| Година      | Становника | Становника |
| 1948.       | 475 |            |
| 1953.       | 431 |            |
| 1961.       | 399 |            |
| 1971.       | 365 |            |
| 1981.       | 511 |            |
| 1991.       | 423 | 423        |
| 2002.       | 399 | 399        |
| 2011.       | 422 |            |
| 2022.       | 351 |            |

| Етнички састав према попису из 2002.‍ | Етнички састав према попису из 2002.‍ | Етнички састав према попису из 2002.‍ | Етнички састав према попису из 2002.‍ | Етнички састав према попису из 2002.‍ |
| ------------------------------------ | ------------------------------------ | ------------------------------------ | ------------------------------------ | ------------------------------------ |
|                                      |                                      |                                      |                                      |                                      |
| Срби                                 | Срби                                 |                                      | 392                                  | 98,24%                               |
| Црногорци                            | Црногорци                            |                                      | 2                                    | 0,50%                                |
| Украјинци                            | Украјинци                            |                                      | 1                                    | 0,25%                                |
| непознато                            | непознато                            |                                      | 4                                    | 1,00%                                |

| Година пописа     | 1948. | 1953. | 1961. | 1971. | 1981. | 1991. | 2002. |
| ----------------- | ----- | ----- | ----- | ----- | ----- | ----- | ----- |
| Број домаћинстава | 98    | 99    | 108   | 105   | 148   | 124   | 121   |

| Број чланова      | 1  | 2  | 3  | 4  | 5  | 6 | 7 | 8 | 9 | 10 и више | Просек |
| ----------------- | -- | -- | -- | -- | -- | - | - | - | - | --------- | ------ |
| Број домаћинстава | 27 | 24 | 23 | 15 | 19 | 9 | 3 | 1 | 0 | 0         | 3,16   |

| Пол    | Укупно | Неожењен/Неудата | Ожењен/Удата | Удовац/Удовица | Разведен/Разведена | Непознато |
| ------ | ------ | ---------------- | ------------ | -------------- | ------------------ | --------- |
| Мушки  | 168    | 40               | 111          | 10             | 7                  | 0         |
| Женски | 180    | 32               | 107          | 35             | 5                  | 1         |
| УКУПНО | 348    | 72               | 218          | 45             | 12                 | 1         |

| Пол    | Укупно                    | Пољопривреда, лов и шумарство | Рибарство                            | Вађење руде и камена | Прерађивачка индустрија       |
| ------ | ------------------------- | ----------------------------- | ------------------------------------ | -------------------- | ----------------------------- |
| Мушки  | 77                        | 18                            | 0                                    | 0                    | 18                            |
| Женски | 56                        | 11                            | 0                                    | 0                    | 6                             |
| УКУПНО | 133                       | 29                            | 0                                    | 0                    | 24                            |
| Пол    | Производња и снабдевање   | Грађевинарство                | Трговина                             | Хотели и ресторани   | Саобраћај, складиштење и везе |
| Мушки  | 5                         | 4                             | 6                                    | 1                    | 6                             |
| Женски | 0                         | 1                             | 5                                    | 1                    | 2                             |
| УКУПНО | 5                         | 5                             | 11                                   | 2                    | 8                             |
| Пол    | Финансијско посредовање   | Некретнине                    | Државна управа и одбрана             | Образовање           | Здравствени и социјални рад   |
| Мушки  | 2                         | 1                             | 4                                    | 8                    | 3                             |
| Женски | 1                         | 6                             | 5                                    | 5                    | 11                            |
| УКУПНО | 3                         | 7                             | 9                                    | 13                   | 14                            |
| Пол    | Остале услужне активности | Приватна домаћинства          | Екстериторијалне организације и тела | Непознато            | Непознато                     |
| Мушки  | 1                         | 0                             | 0                                    | 0                    | 0                             |
| Женски | 1                         | 0                             | 0                                    | 1                    | 1                             |
| УКУПНО | 2                         | 0                             | 0                                    | 1                    | 1                             |